# Ordine al merito agricolo (Mali)
L'Ordine al merito agricolo è un Ordine cavalleresco del Mali.

## Storia
L'Ordine è stato fondato il 31 agosto 1973 e viene assegnato in riconoscimento a distinti contributi nel campo dell'agricoltura.

## Classi
L'Ordine dispone delle seguenti classi di benemerenza:
- Commendatore
- Ufficiale
- Cavaliere

| Nastri    |           |              |
| Cavaliere | Ufficiale | Commendatore |

## Insegne
- Il nastro è verde con bordi rossi, gialli e verdi.